# Profilé
 (août 2019).
Si vous disposez d'ouvrages ou d'articles de référence ou si vous connaissez des sites web de qualité traitant du thème abordé ici, merci de compléter l'article en donnant les références utiles à sa vérifiabilité et en les liant à la section « Notes et références ».

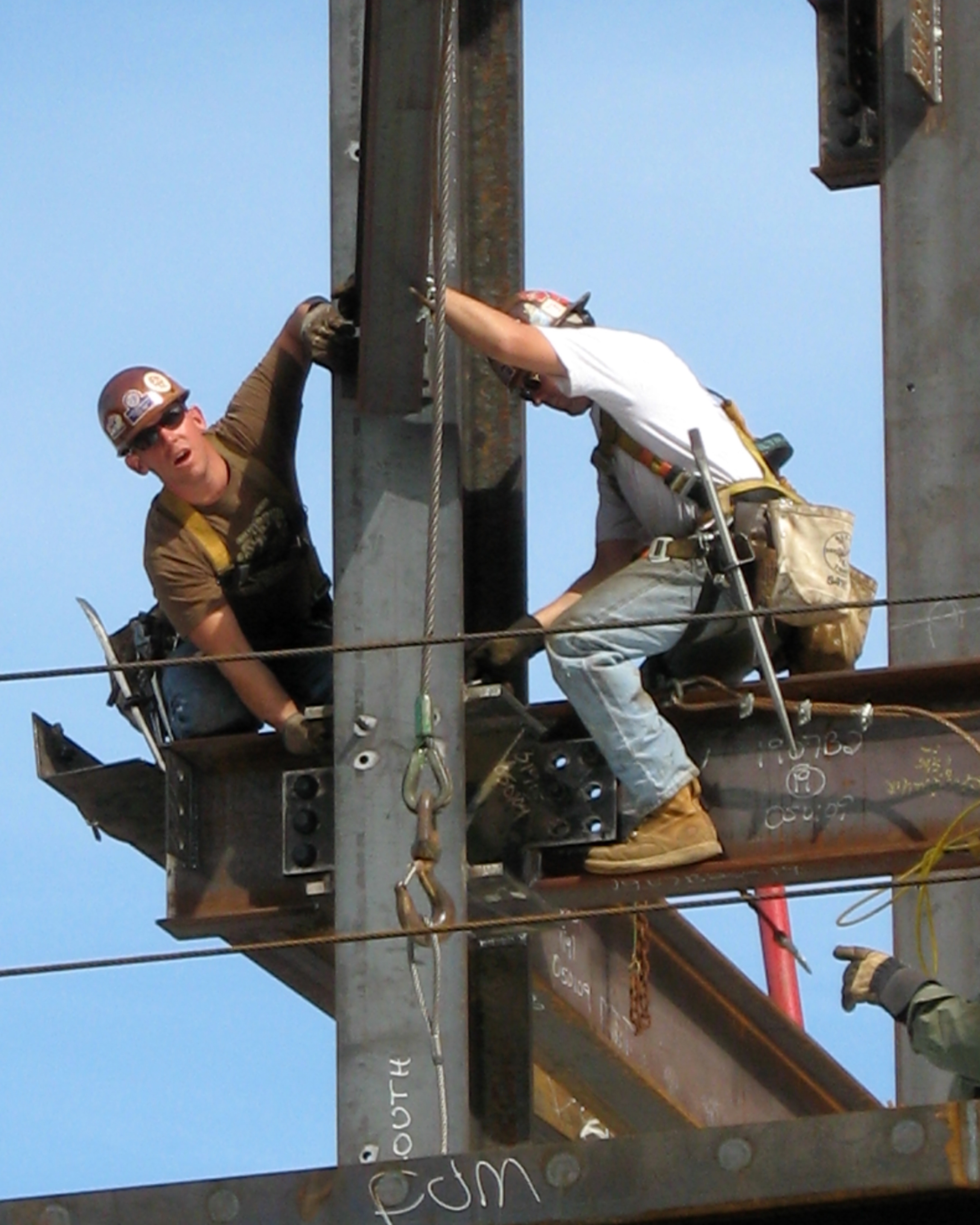
Assemblage de profilés pour former une structure métallique.

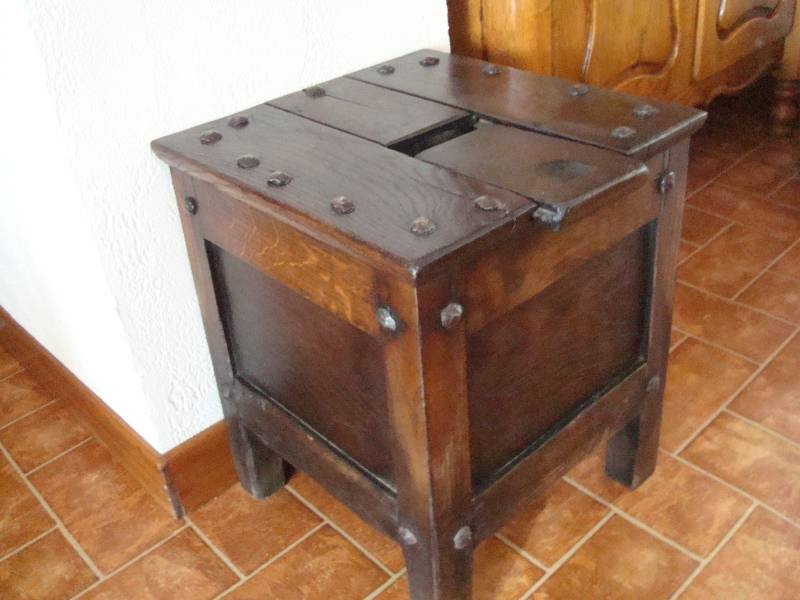
Ce meuble (une chaise à sel) est formé d'une structure poteaux (pieds) et poutre (traverses) en profilés de bois (de section carrée), qui assurent sa forme et sa résistance. Les panneaux de bois permettant de clore le tout et d'assurer sa stabilité.

Un matériau profilé est un matériau auquel on a donné un profil, une forme déterminée. D'un point de vue de la géométrie, ce sont des cylindres au sens large : des volumes « droits » (générés par des droites) s'appuyant sur une courbe appelée, ici, « profil » (ou section).

## Utilisations
Les profilés sont des éléments de base en construction mécanique, en génie civil, en menuiserie, … Il s'agit de barres ou de poutres que l'on débite à la longueur voulue pour former des assemblages complexes. Par exemple :
- la structure poteau-poutre consiste à mettre en place un « squelette » fait de profilés (bois, béton armé, métal) qui assure la tenue mécanique, puis à remplir cette structure pour lui donner sa fonction (habitation, hangar, entrepôt, atelier, commerce…) ;
- en menuiserie, c'est aussi la structure de nombreux meubles et vérandas ; les cadres — de fenêtres, de tableaux et photographies — sont également obtenus par assemblages de profilés ; les moulures sont des profilés ;
- en construction mécanique, les profilés sont souvent des produits semi-finis débités pour être usinés ; on utilise principalement des profilés carrés ou rectangulaires (plats) pour les pièces prismatiques fraisées, et les profilés cylindriques (ronds) pour les pièces de révolution tournées.

## Propriétés
Les propriétés que l'on recherche chez un profilé dépendent des fonctions que doivent remplir les pièces.

### Simplicité, disponibilité et coût
Une des raisons d'être des profilés est de disposer d'éléments standards. Cette normalisation simplifie :
- la conception : le concepteur (architecte, dessinateur industriel, chaudronnier, menuisier, …) dispose d'une bibliothèque de profilés qui pourront servir à la fabrication du système qu'il conçoit et dessine ;
- l'approvisionnement : le responsable de la fabrication peut mettre en stock des profilés sachant qu'ils serviront à diverses fabrications et seront donc écoulés rapidement, ce qui diminue l'actif circulant et donc le besoin en fonds de roulement ;
- par ailleurs, de nombreux atelier et chantiers utilisant le même type de profilés, le marché est immense (demande) et cette situation est propice à la présence de nombreux fabricants ; cela assure une sécurité de l'approvisionnement et une possibilité d'avoir des prix bas (économies d'échelle, mise en concurrence des fournisseurs).
- On utilise aussi les profilés en aluminium pour des plus petites structures comme les imprimantes 3D, les bordures de fenêtre, etc. Ils sont très convoités pour leur légèreté et leur simplicité de fabrication.

### Propriétés mécaniques
Les profilés sont souvent utilisés pour des pièces dites de structure : ils déterminent les formes et dimensions du système, et leur stabilité.
La première préoccupation est la résistance : le système doit supporter son propre poids, ainsi que la charge qui lui est soumise (poids de personnes pour une chaise, poids des charges transportées pour un châssis de véhicule ou une grue, effort de mise en mouvement) et les aléa (vent, neige sur un toit, accident). Cette résistance dépend
- du matériau ; on retient en général la limite d'élasticité Re ou la résistance à la traction Rm (voir aussi Dureté (matériau)) ;
- la forme du profil, de la section ; on distingue souvent des sollicitations standard :
  - en traction, compression et cisaillement, c'est l'aire de la section (la surface) qui confère la résistance,
  - en flexion, torsion et flambage, c'est le moment quadratique.

La deuxième préoccupation est la limitation de la déformation en usage, c'est-à-dire la rigidité, la raideur. Cette rigidité dépend :
- du matériau ; on retient en général le module de Young E ;
- la forme du profil, de la section ; comme précédemment :
  - en traction, compression et cisaillement, c'est l'aire de la section (la surface) qui confère la rigidité,
  - en flexion, torsion et flambage, c'est le moment quadratique.

Cette notion de moment quadratique explique la forme de nombreux profilés : la partie au centre du profilé (la fibre neutre) contribue peu à la rigidité et à la résistance en flexion et en torsion, donc les profilés contiennent en général peu de matière au centre mais beaucoup de matière loin du centre. Cela permet d'avoir un bon rapport poids/rigidité et poids/résistance. On utilise donc souvent des tubes (de section circulaire, carrée, rectangulaire), des plats travaillant à chant, des profils en I, H ou U.

### Autres propriétés
- couleur (transparence ou couleur) ;
- spécificités techniques d'assemblage : bi-extrusion (partie souple / partie rigide), tri-extrusion, produits façonnés (soudés, adhésivés, marqués, poinçonnés) ;
- contraintes techniques de conception : ignifugés, résistants aux acides et/ou hydrocarbures, résistant à l'hydrolyse, biodégradables, alimentaires, résistants à l'étirement, normes aéronautiques, normes automobiles…

## Mode d'obtention
Les profilés peuvent être obtenus par différents procédés :
- Étirés à chaud ou à froid
- Laminage à chaud ou à froid
- Reconstitués par soudage
- Pliage
- Extrusion

Le choix du procédé dépend des caractéristiques techniques voulues (précision, longueur, matériaux).